# Bảo An, Thâm Quyến
Bảo An (tiếng Trung: 宝安区; Hán Việt: Bảo An khu, bính âm: Baoan Qū) là một trong 6 quận nội thành của thành phố Thâm Quyến, tỉnh Quảng Đông, Cộng hòa Nhân dân Trung Hoa. Quận này nằm ở tây bắc bộ của Thâm Quyến, bên bờ đoạn cửa Châu Giang đổ ra biển. Quận này có ngành chế tạo và điện tử phát triển. Sân bay quốc tế Bảo An Thâm Quyến nằm ở quận Bảo An. Quận Bảo An có diện tích khoảng 733 km² và dân số thường trú 3,38 triệu người.